# رحمانبردی مادازیموف
رحمانبردی مادازیموف (روسی: Рахмонберди Мадазимов؛ ۱۸۷۵ – ۱۹۳۳) بازیگر، نویسنده، بنیانگذار و برگزار کنندهٔ جنبش تئاتر در قرقیزستان و بنیانگذار و اولین کارگردان هنری تئاتر موسیقی و درام دانشگاهی ازبک ایالتی اوشبک به نام بابور در شهر اوش بود.